# Wollert Konow (1845-1924)
 For alternative betydninger, se Wollert Konow. (Se også artikler, som begynder med Wollert Konow)
Wollert Konow (16. august 1845 på gården Stend i Fane præstegæld ved Bergen – 15. marts 1924 sammesteds) var en norsk politiker, der var Norges statsminister fra 1910 til 1912. Han var fætter til Wollert Konow.
Dannelse og åndelige interesser satte præg på Konows barndomshjem og gav frugtbare impulser, kundskabstørst, tidlig modenhed. Efter at være blevet student 1864 blev han påvirket af den begejstring for folkeoplysningens sag, der var vakt ved grundtvigianismen. I 1868 afbrød han sine juridiske universitetsstudier for sammen med en ven at oprette en privat folkehøjskole på Halsnø Kloster i Søndhordland. Skolen flyttedes 1872 til Jæderen, men blev nedlagt året efter, da Konow overtog sin faders ejendom, af hvis gamle møllebrug han oparbejdede et betydeligt anlæg, som han selv ledede.
Allerede 1876 blev han første gang valgmand, for Fane præstegæld, og ved stortingsvalget samme år første suppleant for Søndre Bergenhus (forkortet S. B., der oftere har værettilføjet hans navn til adskillelse fra hans fætter fra Hedemarken, H.). Ved oprykning mødte han 1879 på Stortinget, og i de følgende 3 stortingsperioder 1880—88 blev han genvalgt. Trods sin ungdom og sin i begyndelsen stærkt betonede radikalisme gjorde han sig snart stærkt gældende i Nationalforsamlingen, hvor han ikke blot efterhånden fik sæde i en række af de mere indflydelsesrige komiteer, som Konstitutionskomiteen (1879), Toldkomiteen (Formand 1883—85), Valgkomiteen 1884, Gage- og Pensionskomiteen (1886—88), Fuldmagtskomiteen 1888, men desuden blev Odelstingets præsident 1884 og stortingspræsident fra 1886.
Denne ledende stilling var udtrykket for den anseelse og indflydelse, han har erhvervet også hos sine politiske modstandere, for veltalenhed, alsidig politisk dannelse, takt og urbanitet. Hans stilling inden for sit parti, hvor han dog tit stillede sig meget uafhængig over for
partidisciplinen, var så grundfæstet, at da det første Steenske ministerium dannedes 1891, var han næsten selvskrevet til at modtage tilbud om at indtræde i regeringen som statsminister i Stockholm. Han fandt imidlertid af parlamentariske grunde at burde undslå sig: han var ved stortingsvalget 1888 ikke blevet genvalgt af sin kreds, hvor imidlertid de såkaldt "moderate" var kommet i flertal.
Konow trak sig til almindelig beklagelse tilbage fra det politiske liv for helt at vie sig for sine forretningsforetagender. Imidlertid lod han sig bevæge til at indtræde i den under 13. november 1895 nedsatte 3. norsk-svenske unionskomité, hvis arbejde, med negativt resultat, afsluttedes 1898; i komiteen tilhørte han venstreminoriteten (Blehr, Konow og Løvland), der i sin betænkning anbefalede særskilt udenrigsstyre, diplomatisk repræsentation og konsulatvæsen for hvert af de to forenede riger. Han var i foråret 1899 en af Norges delegerede ved fredskongressen i Haag. Ved valget 1897 blev Konow atter valgt som en af Søndre Bergenhus repræsentanter i Stortinget 1898—1900, hvor han atter indtog en af præsidentstillingerne.
I sin hjembygd har Konow besiddet de fleste kommunale tillidshverv, ligesom han i amtstinget en lang årrække har været den ledende personlighed; han modtog 1897 en anmodning fra samtlige sine kolleger her om at søge det dengang ledige amtmandsembede i Søndre Bergenhus, en opfordring, han dog ikke efterkom. Fra 1900 af trådte han foreløbig ud af den aktive politik for helt at ofre sig for sin betydelige økonomiske virksomhed. I den følgende halve snes år deltog han kun lejlighedsvis i politik. Således ved stortingsvalgene høsten 1903, da han sammen med Christian Michelsen gik ind for et samvirke mellem højre og venstre i et nationalt samlingsparti, der kunde optage gennemførelse af de hvilende unionsopgaver.
Selv vægrede han sig dog ved at opstille til valg. Under valgkampen 1906 fulgte han den samme positive, men personlig reserverede politik. Foråret 1909 optrådte han med en række politiske foredrag i Bergen, Kristiania og andetsteds. I disse trådte han i klar opposition til den Gunnar Knudsenske regering. Han deltog tillige i grundlæggelsen af det nye parti, "Frisindede Venstre", men undslog sig for at overtage hvervet som dettes leder. Ved valgene høsten samme år opstilledes han som Frisindede Venstres og Højres fælles kandidat ved omvalget i Midthordlands kreds, Søndre Bergenhus, og valgtes til stortingsmand for perioden 1910—12.
Ved hans genindtræden i politik blev det fra alle sider betragtet som en selvfølge, at han ville komme til at få afgørende indflydelse ved dannelsen af den nye regering, der fremgik af den ved valgene skabte parlamentariske situation. Efter Stortingets sammentræden januar 1910 blev det overdraget Konow at danne den nye regering, som blev siddende ved magten i 2 år. Alliancen mellem Højre og Frisindede Venstre var imidlertid ikke meget stærk, og det lykkedes ikke regeringen at gennemføre nogen meget udpræget politik. Da Konow i begyndelsen af 1912 i en tale havde bekendt sig som tilhænger af landsmålet, vakte dette megen misnøje både i Højre og i hans eget parti, og han blev tvunget til at gå af for at afløses af en ren højreregering under Bratlie. Senere trådte Konow ikke frem for offentligheden igen.